# Mount Adolphus Island
Mount Adolphus Island är en ö i Australien. Den ligger i delstaten Queensland, omkring 2 200 kilometer nordväst om delstatshuvudstaden Brisbane. Arean är 7,4 kvadratkilometer. Den sträcker sig 4,4 kilometer i nord-sydlig riktning, och 3,8 kilometer i öst-västlig riktning.
Savannklimat råder i trakten. Genomsnittlig årsnederbörd är 1 553 millimeter. Den regnigaste månaden är januari, med i genomsnitt 463 mm nederbörd, och den torraste är september, med 6 mm nederbörd.